# Renfe série 340
La série 340 de la Renfe, originellement dénommée série 4000, est une série de 32 locomotives Diesel à transmission hydrostatique de conception allemande, construites de 1966 à 1969 par Krauss-Maffei puis par Babcock & Wilcox.
Ces locomotives sont semblables aux DB V 200.

## Description
La locomotive développe une puissance totale de 4000 ch (env. 3000 kW) grâce à 2 moteurs Diesel Maybach-Mercedes Benz MD-870, des moteurs turbocompressés à 16 cylindres en V. Ils entrainent chacun un bogie au moyen d'une transmission hydromécanique Maybach Mekydro K-184 BT avec deux convertisseurs de couple entrainant une boite à 4 rapports.
La Renfe a commandé 32 unités livrées de 1966 à 1969. Les dix premières ont été réalisées en Allemagne par Krauss-Maffei et les 22 autres ont été construites en Espagne par Babcock & Wilcox. Les locomotives étaient semblables aux V 200 de la Deutsche Bundesbahn, mais plus puissantes, plus lourdes et légèrement plus longues.
Ces locomotives ont été conçues pour le transport de voyageurs, avec une vitesse maximale de 130 km/h, mais elles ont aussi été utilisées par le transport du fret ce qui a occasionné de nombreux problèmes de maintenance.
Leur retrait du service s'est achevé en 1986. 30 des 32 unités ont été détruites et les 2 autres préservées, la 4020 (340-020) au musée du chemin de fer de Madrid Delicias et la 4026 (340-026) est restaurée par l'AZAFT.

## Service
Les panzudas ont tracté des trains rapides y express entre Madrid et Barcelona, le fameux Lusitania et autres trains "rapides" de l'époque. Elles étaient capables de soutenir une vitesse de 130 km/h voire plus.
Leur déclin a été provoqué par l'électrification des lignes qu'elles parcouraient. Elles ont été réaffectées au service de trains de marchandises rapides. Mais quand elles durent se consacrer à la traction de trains marchandises lourds, avec le départ des techniciens allemands, les problèmes de maintenance se sont multipliés. Les machinistes ont signalé de graves problèmes de patinage sous charge.
Leur retrait du service s'est opéré en 1986, après 20 ans de service. Le dernier trajet a conduit la 340-020 à Valdemoro le 5 janvier 1987.